# Knight Rider (videogioco 1986)
Knight Rider è un videogioco con sequenze di guida e di azione a piedi, tratto dalla serie televisiva Supercar (Knight Rider), pubblicato nel 1986 per Amstrad CPC, Commodore 64 e ZX Spectrum dalla Ocean Software. Il titolo uscì dopo una intensa campagna pubblicitaria e una lunga attesa, ma venne giudicato molto negativamente da gran parte delle riviste dell'epoca.

## Modalità di gioco
Il giocatore impersona Michael Knight e ha il compito di sventare un attacco terroristico internazionale. Devon, il coordinatore di Michael, ha scoperto che l'attacco sta per essere messo in atto, ma non è noto dove e come.
A inizio partita si può scegliere tra alcuni complotti differenti (es. assassinio di importanti personaggi politici) o uno casuale e la missione va compiuta entro un tempo totale limitato. Seguendo le indicazioni di Devon, date sotto forma di testo scorrevole in inglese alla base dello schermo, Michael deve spostarsi per gli USA alla guida di KITT per scoprire una catena di indizi fino a sventare l'attacco. Ci sono tre fasi che si alternano: la mappa strategica, la guida e il controllo di Michael a piedi.
Il gioco inizia con la schermata della mappa degli USA che mostra alcune città sospettate di essere coinvolte nel complotto, collegate da percorsi stradali. Partendo da Atlanta, il giocatore può scegliere con un cursore in quale città recarsi tra quelle direttamente collegate, passando così alla fase di guida, o scegliere di entrare nell'edificio obiettivo della città dove si trova attualmente.
Il simulatore di guida è in prima persona 3D, con visuale del parabrezza e del cruscotto. La strada è un percorso lineare obbligato fino alla successiva città e presenta curve (anche saliscendi su Commodore 64), ma non ci sono altri veicoli o ostacoli di alcun tipo. Durante il viaggio KITT viene attaccato da numerosi elicotteri nemici, ai quali può sparare con un laser comandato attraverso un mirino. Il giocatore può passare in ogni momento tra due modalità: guidare e lasciare che KITT controlli automaticamente il laser, oppure comandare il mirino in uno sparatutto mentre KITT guida automaticamente. La guida manuale è senza marce e può essere molto più veloce di quella automatica, ma l'alta velocità rende più difficile a KITT colpire gli elicotteri. KITT ha un indicatore progressivo dei danni, ma è praticamente indistruttibile; tuttavia i colpi subiti lo rallentano e fanno perdere ulteriore tempo all'arrivo per le riparazioni.
Le sequenze a piedi avvengono in un edificio che può essere una base terroristica o un obiettivo del complotto. La visuale è dall'alto, nello stile del videogioco arcade Gauntlet, ma in una schermata unica senza scorrimento. Michael può solo camminare nelle quattro direzioni e deve evitare alcune guardie che pattugliano le stanze con vari comportamenti predefiniti; se raggiunto o colpito deve ricominciare la scena con penalità di tempo. Lo scopo è seguire le istruzioni date da Devon, che generalmente sono di raggiungere un certo punto dell'edificio per ottenere un nuovo indizio.